# 褐球壳目
褐球壳目（学名：Phaeomoniellales）是散囊菌纲下的一个目。

## 下属分类
本目包括以下科：
- 焦乳头衣科 Celotheliaceae
- 褐球壳科 Phaeomoniellaceae